# Masayuki Tokutake
Masayuki Tokutake (徳武 正之 Tokutake Masayuki?), född 18 augusti 1991 i Tokyo prefektur, är en japansk fotbollsspelare.
Tokutake började sin karriär 2014 i Zweigen Kanazawa. 2016 flyttade han till Azul Claro Numazu.